# Khàlid ibn Abd-Al·lah al-Qasrí
Khàlid ibn Abd-Al·lah al-Qasrí al-Bajalí (àrab: خالد بن عبد الله القسري البجلي, Ḫālid b. ʿAbd Allāh al-Qasrī al-Bajalī) fou un general i governador omeia, membre del clan Qasr de la tribu Bajila i considerat proper al grup iemenita, però el clan era poc potent i de fet era neutral entre mudarites i iemenites. El seu besavi Àssad ibn Karz i el seu avi Yazid ibn Àssad foren considerats companys del Profeta, però anteriorment el seu rebesavi fou un esclau jueu i la seva mare era cristiana.
Fou nomenat governador de la Meca però les dates són incertes tot i que seria anteriorment al 705 (quan va morir el califa Abd-al-Màlik ibn Marwan, i fins vers almenys el 715 quan hauria estat revocat pel nou califa Sulayman ibn Abd-al-Màlik. Entre aquesta revocació i el seu nomenament com a governador de l'Iraq només és esmentat com un dels que fou enviat per oferir l'aman a Yazid ibn al-Muhàl·lab en un intent d'evitar la seva revolta. La data tradicional del seu nomenament és el 724 però és incert si fou el 105 de l'hègira (723/724) o el 106 (724/725) tot i que se sap que el va nomenar Yazid (II) ibn Abd-al-Màlik, que fou califa fins al 724. El seu nomenament fou ben acollit pels iemenites i mal collit pels mudarites (als que havia afavorit el predecessor Úmar ibn Hubayra).
Als darrers anys del seu govern va haver de reprimir algunes revoltes herètiques: la del kharigita Bahlul ibn Bixr aix-Xaybaní, els wusafa xiïtes (a Kufa) dirigits per Mughira ibn Saïd, i la de Wazir aix-Xakhtiyaní a al-Hira, tots tres el 737. És esmentat també en l'execució d'al-Jad ibn Dírham ad-Darimí. Periòdicament el Khurasan i les províncies orientals foren posades sota la seva autoritat però delegava els seus poders, per exemple al Khurasan en el seu germà Àssad ibn Abd-Al·lah (724) i després en Aixras ibn Abd-Al·lah as-Sulamí (727); posteriorment el califa va nomenar ell mateix els governadors de Khurasan. A Bàssora va designar representant a Bilal ibn Abi-Burda.
Fou revocat del càrrec el 738 i va ser empresonat durant divuit mesos a Kufa. Després va poder anar a viure a Russafa (on el califa Hixam ibn Abd-al-Màlik tenia la cort) i després a Damasc. Quan va pujar al tron califal al-Walid II ibn Yazid (743–744) fou lliurat per aquest al seu successor al govern de l'Iraq, Yússuf ibn Úmar ath-Thaqafí que el va sotmetre a tortures de les quals va morir (743/744).